# Cyzjojan kłobucki
Cyzjojan kłobucki – średniowieczny polski cyzjojan, zapisany w 1471 roku w kodeksie należącym do parafii kłobuckiej, skąd pochodzi jego nazwa stosowana przez współczesnych badaczy.
Cyzjojan zapisano na stronach 71–72 (37 recto – 37 verso) kodeksu pełniącego funkcję księgi gospodarczo-rachunkowej. Uczynił to najprawdopodobniej kanonik regularny probostwa w Kłobucku. Obecnie manuskrypt przechowywany jest w Bibliotece PAN w Krakowie (sygn. 1967). Pierwszą transliterację i transkrypcję ogłosił w 1927 roku Jan Fijałek w artykule Cyzjojan polski z r. 1471, z wiadomością o cyzjojanach w ogóle i w Polsce.
W przeciwieństwie do dwóch innych piętnastowiecznych polskich cyzjojanów: płockiego i wrocławskiego, kłobucki ma charakter bardziej świecki, tzn. mnemotechniczne wierszyki o miesiącach koncentrują się głównie na wykonywanych corocznie pracach gospodarczych, np. sieje kapustę Grzegorz (wers 5). Inną jego cechą charakterystyczną jest wymienianie w poszczególnych dystychach nazw miesięcy, co zbliża go do budowy cyzjojanów pisanych w języku łacińskim.